# 西长发镇
西长发镇，是中华人民共和国黑龙江省绥化市北林区下辖的一个乡镇级行政单位。

## 行政区划
西长发镇下辖以下地区：
双合一村、太平山村、东达湖村、双发村、东北一村、正黄一村、龙山村、和平村、兰河村和保安村。